# Otto Witte
Otto Witte, conosciuto anche come Otto I (Dortmund, 16 ottobre 1872 – Amburgo, 13 agosto 1958) è stato un circense e truffatore tedesco, noto perché affermava di essere riuscito a farsi incoronare re d'Albania nel 1913.
Sebbene la veridicità della storia sia dubbia, dallo stesso Otto Witte romanzata e raccontata in varie versioni, la vicenda ha avuto una grande eco sulla stampa dell'epoca e nella cultura di massa.

## Biografia
Fin dalla tenera età Otto Witte fu introdotto all'arte circense. Divenne, così, intrattenitore fantasista, prestigiatore ed acrobata e con il Circo Althoff  viaggiò per l'Europa nei decenni a seguire. Secondo la sua storia, durante questo peregrinare, fu rapito da alcuni ladri nei Balcani, fuggì in Africa e riparò in Turchia nel 1912, dove venne reclutato dai servizi segreti e per loro conto rubò i piani di dispiegamento dell'esercito bulgaro nella prima guerra balcanica appena iniziata sotto il nome di Josef Joppe. Secondo altre versioni, invece, in quel periodo Witte si trovava nei balcani in tournee con il circo. Alcuni studiosi ritengono plausibile che, trattandosi di un caso di pseudologia fantastica, lo stesso Witte non fosse più in grado di distinguere tra realtà e finzione.
Incallito truffatore, già arrestato a Barcellona per tale reato, riuscì a vendere a Venezia un falso quadro della Gioconda a un commerciante Greco, fingendo che la tela fosse quella originale, trafugata nel 1911 dal Museo del Louvre da Vincenzo Peruggia. Tuttavia la sua truffa più riuscita e per la quale divenne famoso, fu il suo insediamento, seppure durato solo cinque giorni, sul trono dell'Albania fingendosi un principe ottomano. Quando la truffa fu scoperta, fuggì dall'Albania e si rifugiò in Austria dove i suoi incredibili racconti furono presi per le allucinazioni di un pazzo e per questo internato in un manicomio. Quando però i giornali locali pubblicarono le foto del suo insediamento, la sua storia fu creduta e quindi dimesso. Ritornato nella sua nazione di origine, nel 1925 alla morte di Friedrich Ebert si candidò come presidente della Repubblica di Weimar, con scarso successo.
Otto Witte per il resto della sua vita raccontò l'inverosimile vicenda davanti alla sua abitazione in Wollankstraße, nel quartiere Gesundbrunnen di Berlino e ad Amburgo continuando a farsi chiamare "Ex Re d'Albania", titolo che ottenne fosse scritto nella sua carta d'identità dalla polizia tedesca e che contribuì a rendere credibili i suoi racconti.
Morì all'età di 86 anni e fu sepolto nel cimitero Ohlsdorf di Amburgo. Sulla sua lapide si legge:

## L'incoronazione al trono d'Albania

### Contesto storico
Il 28 novembre 1912 Ismail Qemali dichiarò l'Albania indipendente dall'Impero Ottomano. L'indipendenza dell'Albania venne riconosciuta internazionalmente nel maggio 1913 dal Governo Ottomano che, con tale legittimazione, sperava di impedire l'espansione della Serbia. Anche l'Italia e l'Impero austro-ungarico si affrettarono a riconoscere l'Albania, volendo in tal modo indebolire la forza dell'Impero ottomano e della stessa Serbia sul mare Adriatico; inoltre durante il governo provvisorio il paese era in buona parte occupato dalle forze di Serbia, Grecia e Montenegro.
Gli albanesi di fede musulmana, temendo che le nazioni europee imponessero al loro neo-proclamato Stato un regnante a loro gradito, o comunque non shqiptar, invocarono come sovrano una personalità appartenente alla loro stessa religione.

### La truffa
In questo quadro geopolitico instabile si sviluppò l'azione di Otto Witte, all'epoca a Tirana che, con la complicità dell'amico e connazionale Max Schlepsig, un mangiaspade conosciuto durante la detenzione per truffa in un carcere di Barcellona, sfruttando una forte somiglianza con il principe Halim Eddine, un nipote dell'ultimo sultano ottomano Mehmet V, decise di sostituirsi a questi: con l'appoggio di un amico a Costantinopoli, fece inviare un telegramma al capo delle forze armate albanesi, il generale Essad Pascià temporaneamente a capo anche del Paese. Il messaggio preannunciava l'arrivo a Durazzo di Halim Eddine con l'intento di assumere il comando dell'Albania. Otto Witte e l'amico Max Schlepsig sbarcarono a Durazzo e furono accolti con tutti gli onori dallo stesso Essad Pascià in un bagno di folla.
La truffa fu resa credibile non solo dal fatto che i due si presentarono indossando abiti ricercati, in realtà costumi di scena affittati, ma anche dal fatto che Otto Witte, forte dei suoi trascorsi come spia, ostentava ampie conoscenze delle forze nemiche Serbe. Altro elemento che rese credibile la messinscena era la straordinaria somiglianza di Otto con il principe ottomano.
Fu quindi incoronato il 13 febbraio  (tuttavia secondo altre versioni l'incoronazione avvenne il 13 agosto) e avrebbe istituito un governo, goduto di un harem e pianificato una guerra contro il Montenegro fino alla scoperta del suo inganno cinque giorni più tardi. Il vero Halim Eddine, infatti, venuto a conoscenza che un millantatore era salito al trono albanese in sua vece, inviò un telegramma a Tirana sconfessando i truffatori e minacciando ritorsioni. Lui e Schlepsig riuscirono a evitare l'arresto immediato fingendo di essere vittime di una macchinazione e di un colpo di Stato ma non potendo sostenere più a lungo la finzione, dopo aver saccheggiato i tesori reali, fuggirono di notte travestiti da donna e con il volto coperto da un velo, con la complicità delle ragazze dell'harem, riuscendo a raggiungere il porto di Durazzo per imbarcarsi su una nave diretta a Bari.

## Nella cultura di massa
Soprattutto dopo la sua morte ebbe un fortissimo effetto sulla stampa, anche fuori dai confini nazionali e il Times e il New York Times riportarono la sua storia.
Scrisse inoltre un libro intitolato Fünf Tage König von Albanien pubblicato una prima volta nel 1932 e poi nel 1939.
La storia di Otto Witte è stata alla base di diversi adattamenti letterari e teatrali, tra cui il romanzo del 2005 Every Inch a King di Harry Turtledove.